# Keith McLeod
Keith McLeod (Canton, Ohio, 5 de noviembre de 1979) es un exjugador de baloncesto estadounidense. Con 1,88 metros de estatura jugaba en la posición de base.

## Carrera

### Universidad
Procedente del Instituto Canton McKinley, McLeod asistió a la Universidad de Bowling Green State, donde promedió en los cuatro años que pasó allí 17.1 puntos, 3.2 rebotes, 2.8 asistencias y 1.59 robos de balón en 111 partidos. En 2002, su año sénior, fue nombrado Jugador del Año de la Mid-American Conference y All-America, temporada en la que promedió 22.9 puntos por encuentro, octavo mejor promedio de la nación. Es el líder histórico de la universidad en tiros libres convertidos (522) y triples (199). Su mejor actuación llegó ante Buffalo, anotándoles 42 puntos, además de 36 a Ball State.

### NBA
El jugador no fue elegido en el Draft de la NBA de 2003, por lo que se tuvo que ir a jugar al Mabo Livorno de Italia, donde promedió 13.0 puntos y 1.9 asistencias en 31 partidos. Para la temporada 2003-04 firmó con Minnesota Timberwolves, jugando 33 partidos y firmando 2.7 puntos y 1.8 asistencias por noche. En la 2004-05 tuvo más oportunidades, disputando 53 encuentros, 47 de ellos como titular, con Utah Jazz y promediando 7.8 puntos y 4.5 asistencias. 
La campaña 2006-07 la comenzó en Golden State Warriors, promediando 5.3 puntos en 26 partidos, antes de ser traspasado a Indiana Pacers junto con Mike Dunleavy, Jr., Ike Diogu y Troy Murphy a cambio de Stephen Jackson, Al Harrington, Šarūnas Jasikevičius y Josh Powell.
El 11 de julio de 2008 firmó un contrato de un año con Dallas Mavericks. Fue cortado por los Mavericks el 23 de octubre de 2008, y tras pasar por Albuquerque Thunderbirds de la NBA D-League, y fichó por el Panionios BC de la liga griega en 2010.